# Умнак
Умнак (алеут. Unmax, Umnax, англ. Umnak) — один из Лисьих островов, третий по величине из Алеутских островов, отделён от острова Уналашка проливом Умнак. Площадь составляет 1776,77 км², население 39 человек (2000) и сосредоточено в посёлке Никольский, единственном на острове.

## География
На острове находятся вулканы Речешный (1984 м), Окмок (1253 м) и Всевидова (2149 м). Последний около 200 лет пребывал в спячке и проснулся в результате землетрясения, произошедшего 9 марта 1957 года, с эпицентром на Андреяновских островах. На острове присутствует единственное гейзерное поле Аляски.

## История
В 1758 году бот «Св. Иулиан» под начальством морехода и передовщика (викисловарь) Степана Глотова достиг острова Умнак. Три года провели промышленники на Умнаке. Всего на Умнаке насчитывалось, по подсчетам Глотова и Пономарева, 400 взрослых мужчин, возглавляемых двумя вождями (тоенами). В 1763 году на острове вспыхнуло Восстание алеутов Лисьей гряды. Впервые современное название нанесено на карту на основе морских отчётов русских исследователей Креницына и Левашова 1768 года.
Краткое описание острова имеется у Г.И. Шелихова в его «Путешествии г. Шелехова с 1783 по 1790 год из Охотска по Восточному Океану к Американским берегам...»:

Умнак, остров отстоит от Уналашки на 5 верст, длиною от 100 до 150, а шириною от 7 до 15 верст. На Западном краю Северного берега находится довольно пространная гавань, и залив в котором лежит небольшой каменистой островок Адугак, а на Южной стороне есть другой, называемой Шемилга. Лесу на нем, кроме сланцу, нет никакого; по средине острова есть горящая сопка, от которой по низменым местам исходят горячие ключи; жители в них варят мясо, рыбу и коренье; звери водятся: Лисицы чернобурые, сиводушки и красные, Нерпы, Бобры в малом количестве; жителей до 80 человек, обходительны все.

В 1867 году территория перешла в состав Северо-Американских Соединённых Штатов в результате сделки с Российской империей. Ныне входит в состав штата Аляска, образованного с 1959 года.